# تاريخ أبحاث الكاتيكولامينات
تشتمل الكاتيكولامينات الموجودة في الجسم على مواد داخلية التنشؤ مثل الدوبامين والنورإبينفرين (نورأدرينالين) والإبينفرين (الأدرينالين)؛ بالإضافة إلى العديد من المركبات المصطنعة مثل الإيزوبرينالين. كانت الأبحاث التي أدت إلى اكتشاف هذه المركبات فصلاً بارزاً في تاريخ علم وظائف الأعضاء (الفيزيولوجيا) والكيمياء الحيوية والصيدلة. كان الأدرينالين أول هرمون استخرج من الغدد الصمّاء واستحصل عليه بصورة نقية قبل صياغة كلمة هرمون. وكان أيضاً أول هرمون تم توضيح بنيته واصطناعه الحيوي. بصرف النظر عن أستيل كولين، فقد كان الأدرينالين والنورأدرينالين أول نواقل عصبية يتم اكتشافها، وكانت أول إشارات كيميائية حيوية يتم العثور عليها في الحويصلات داخل الخلايا.

## الأدرينالين في لب الغدة الكظرية
وجد الطبيب الفرنسي ألفرد فولبيان (Alfred Vulpian) كان من الرائدين في الكشف أن هناك شيئاً فريداً في لب الغدة الكظرية. وفي أوائل تسعينيات القرن التاسع عشر ، درس الصيدلاني الألماني كارل ياكوبي (1857-1944) في مختبرات أوزفالد شميديبيرغ (Oswald Schmiedeberg) في ستراسبورغ العلاقة بين الغدة الكظرية والأمعاء. حيث وجد أن التحفيز الكهربائي للعصب المبهم أو حقن المسكارين أثار التمعّج (الحركة الدودية للأمعاء)؛ في حين أنه تم إلغاء هذا التمعج على الفور عن طريق التحفيز الكهربائي للغدة الكظرية. وقد صنفت التجربة بأنها "أول عرض غير مباشر لدور لب الغدة الكظرية على أنها غدة صماء؛ وكانت المنهجية في الواقع أكثر تطوراً وتعقيداً لوظيفة لب الكظرية من الدراسة الكلاسيكية التي أجراها أوليفر وشيفر. على الرغم من أن هذا قد يكون صحيحًا، فإن ياكوب لم يتصور وجود إشارة كيميائية تفرز في الدم للتأثير على الأعضاء البعيدة ، وبعبارة أخرى وجود هرمون، ولكن تصور وجود أعصاب تمتد من الغدة الكظرية إلى الأمعاء.

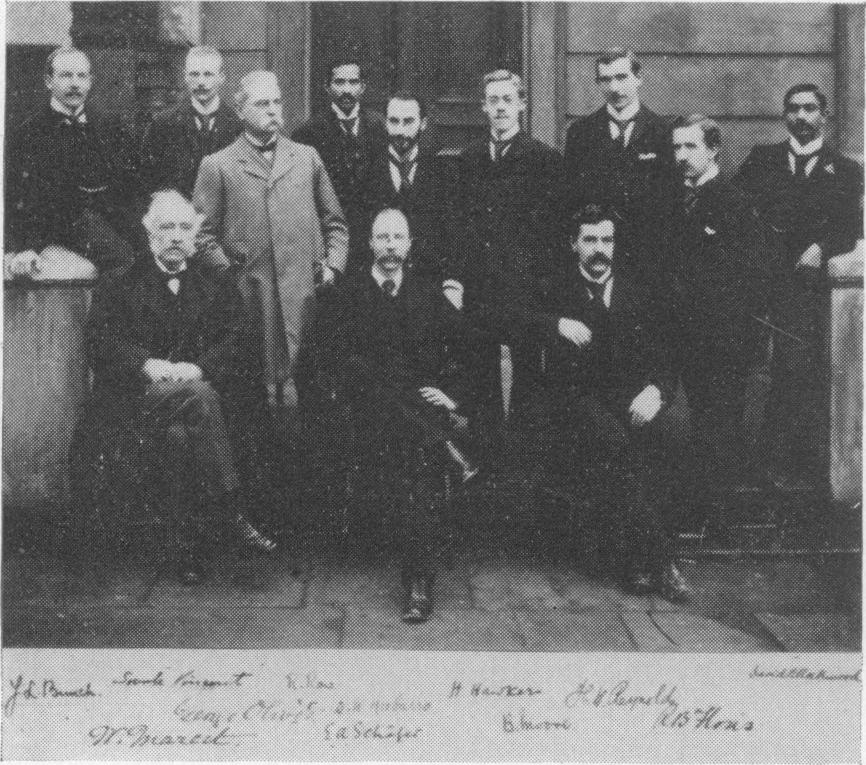
أعضاء كلية لندن الجامعية حوالي عام 1895. شيفر في منتصف الصف الأمامي ، أوليفر في معطف فاتح اللون.

كان جورج أوليفر طبيباً يعمل في مدينة في شمال يوركشاير؛ وكان إدوارد ألبرت شيفر أستاذاً في علم وظائف الأعضاء في كلية لندن الجامعية. في عام 1918 وصف هنري ديل ما حدث معهما أثناء اكتشاف الدور الهرموني للأدرينالين في لب الغدة الكظرية بين عامي 1893 و 1894؛ إلا أن تلك الرواية كان قد ساورها بعض الشكوك؛ حيث وجد اختلاف في رواية أوليفر، وشيفر. على أي حال، قدم أوليفر وشيفر اكتشافهما في العاشر من مارس سنة 1894 في الجمعية الفيزيولوجية في لندن.

## الكيمياء
تمكن العالم الأمريكي جون جاكوب أبيل تنقية مستخلص مفرزات الكظرية المنقاة جزئياً في مدينة بالتيمور، وأطلق عليه اسم إبينفرين؛ في حين أن الصيدلاني الألماني أوتو فون فورت (Otto von Fürth) أسماه ‹سوبارينين›. إلا أن الكيميائي الياباني جوكتشي تاكامين تمكن من ابتكار أسلوب جديد للعزل، مما أدى إلى حصوله على بلورات نقية من الإبينفرين سنة 1901؛ ورتب تسويق هذه المادة عبر شركة بارك-دايفز (حالياً ضمن شركة فايزر الدوائية) تجت اسم «أدرينالين». في سنة 1905 تمكن الكيميائي الألماني فريدرش شتولز (Friedrich Stolz) من اصطناع الإبينفرين في شركة هوكست؛ وفي سنة 1906 نشر إرنست جوزيف فريدمان (Ernst Joseph Friedmann) البنية الكيميائية للمركب. في سنة 1906 وجد أن المصاوغ المرآتي يساري التدوير هو غير فعال عملياً، مما دفع بالاستنتاج أن المستقبلات تستطيع التمييز بين المتصاوغات الفعالة ضوئياً.